# Аляскинский маршрут 1
Аляскинский маршрут 1 (англ. Alaska Route 1, сокр. AK-1) — автомобильная дорога длиной 878 км (546 миль), проходящая по южной части американского штата Аляска от города Хомер на западе до пересечения в Токе с Аляскинским маршрутом 2 на востоке.

## Описание
Маршрут AK-1 берёт своё начало у паромного терминала, расположенного на косе в городе Хомер. Далее под наименованием шоссе Стерлинг (англ. Sterling Highway) дорога проходит вдоль побережья залива Кука до города Солдотна в северо-восточном направлении, а затем меняет его на восточное и уходит вглубь материка до пересечения с Аляскинским маршрутом 9; здесь она меняет направление на северное и под наименованием шоссе Сьюард (англ. Seward Highway)
Бо́льшая часть дороги AK-1, за исключением участка от Хомера до Солодотны, является частью Национальной системы межштатных автомагистралей США.